# Aralihalli, Bhadravati
Aralihalli là một làng thuộc tehsil Bhadravati, huyện Shimoga, bang Karnataka, Ấn Độ.